# Сусский, Степан Яковлевич
Степан Яковлевич Сусский (5 августа 1905, с. Чернорудка,  Киевская губерния, Российская империя —  2002, Купавна, Московская область, Россия) — советский военачальник, генерал-майор артиллерии (11.5.1949).

## Биография
Родился 5 августа 1905 года в селе Чернорудка, ныне в Ружинском районе Житомирской области.

### Межвоенные годы
10 сентября 1922 года добровольно вступил в Красную армию и был зачислен воспитанником музыкальной команды 133-го Таращанского стрелкового полка 44-й стрелковой дивизии Украинского военного округа. С декабря 1923 по сентябрь 1924 года прошёл обучение в дивизионной школе младшего комсостава этой дивизии, после чего проходил службу старшиной роты во 2-м пограничном полку войск ОГПУ. В ноябре 1924 года уволен в запас. Работал в типографии «Правда Востока» в городе Ташкент.
В октябре 1926 года поступил в Средне-Азиатскую военную школу им. В. И. Ленина. В феврале 1930 года в составе этой школы командиром орудия принимал участие в операции по уничтожению банды Султан-бека в Сыр-Дарьинском районе. По окончании школы в мае 1930 года был назначен командиром взвода 3-го Туркестанского артиллерийского полка Среднеазиатского военного округа. В октябре переведён в 11-й горнострелковый полк. Член ВКП(б) с 1930 года. В апреле — июле 1931 года командиром огневого взвода и батареи участвовал в борьбе с бандами Ибрагим-бека. Затем он был направлен на учёбу на курсы усовершенствования командного состава зенитной артиллерии в город Севастополь. По их окончании в декабре 1931 года получил назначение в 85-й зенитный артиллерийский полк Московского военного округа. В его составе проходил службу в должностях командира взвода, батареи, дивизиона, врио помощником командира полка по хозяйственной части. В июне 1939 года капитан Сусский был зачислен слушателем на факультет ПВО Военной академии РККА им. М. В. Фрунзе. В мае 1941 года на базе факультета ПВО академии была создана Высшая школа ПВО Красной армии, а Сусский зачислен слушателем этой школы.

### Великая Отечественная война
В начале Великой Отечественной войны 16 июля 1941 года капитан Сусский окончил 2-й курс этой школы и был направлен в действующую армию на Юго-Западный фронт. Первые 6 месяцев он командовал 595-м противотанковым артиллерийским полком на подступах к Киеву, затем от Конотопа до Старого Оскола вёл боевые действия в составе 40-й армии. С января 1942 года исполнял должность заместителя командира 583-го зенитного артиллерийского полка. В июне он был назначен командиром 1262-го армейского полка ПВО. Формировал полк, затем убыл с ним под Сталинград, где участвовал в Сталинградской оборонительной операции. С ноября 1942 года исполнял должность заместителя командующего артиллерией по ПВО 65-й армии Донского фронта. В этой должности принимал участие в контрнаступлении под Сталинградом, затем в блокировании и ликвидации окружённой в Сталинграде группировки противника (операция «Кольцо»). По завершении Сталинградской битвы армия была выведена в резерв Ставки ВГК, передислоцирована на орловское направление, где в середине февраля вошла в подчинение Центрального фронта. 
В марте 1943 года подполковник Сусский был назначен командиром 10-й зенитной артиллерийской дивизии РГК и воевал с ней до конца войны. В составе войск 13-й армии Центрального, затем с 6 октября 1943 года — Воронежского фронтов дивизия под его командованием участвовала в Курской битве, в Орловской наступательной операции, в освобождении Левобережной Украины и битве за Днепр, в Киевской, Житомирско-Бердичевской, Ровно-Луцкой, Проскуровско-Черновицкой, Львовско-Сандомирской, Сандомирско-Силезской, Берлинской и Пражской наступательных операциях. За успешное выполнение боевых заданий командования она была награждена орденом Красного Знамени.
15 мая 1945 года полковник Сусский был представлен к званию Героя Советского Союза, однако данное награждение не было утверждено.
За время войны комдив Сусский был четыре раза персонально упомянут в благодарственных приказах Верховного Главнокомандующего.

### Послевоенное время
После войны полковник Сусский продолжал командовать дивизией. В мае 1947 года дивизия была расформирована, а он 7 июля 1947 года был назначен командиром 3-й гвардейской зенитной артиллерийской дивизии, входившей в состав 3-й ударной армии Группы советских войск в Германии. С марта 1950 года исполнял должность заместителя командующего артиллерией по зенитной артиллерии Восточно-Сибирского военного округа, с января 1951 года — Приморского военного округа, а с июня 1953 года — Западно-Сибирского военного округа. В сентябре 1953 года гвардии генерал-майор артиллерии Сусский уволен в запас. 
Указом Президента Российской Федерации № 443 от 4 мая 1995 года, за отличия в руководстве войсками при проведении боевых операций в период Великой Отечественной войны 1941-1945 годов, был награждён орденом Жукова.

## Награды
- орден Жукова (04.05.1995)
- орден Ленина (17.05.1951)[7][8]
- три ордена Красного Знамени (07.10.1943[9], 03.11.1944[7][8],  17.11.1944[10])
- орден Богдана Хмельницкого II степени (29.05.1945)[11]
- два ордена Отечественной войны I степени  (19.03.1943[12], 06.04.1985[13][14])
- орден Красной Звезды (18.10.1942)[15]
  - медали в том числе:
  - «За оборону Сталинграда» (1943)[7]
  - «За оборону Киева» (1961)[7]
  - «За победу над Германией в Великой Отечественной войне 1941—1945 гг.» (1945)[7]
  - «За освобождение Праги» (1945)[7]
  - «Ветеран Вооружённых Сил СССР» (1976)
- знак «50 лет пребывания в КПСС»

Приказы (благодарности) Верховного Главнокомандующего, в которых отмечен С. Я. Сусский.
- За овладение городом Кременец – мощной естественной крепостью на хребте Кременецких гор, усиленной немцами развитой сетью искусственных оборонительных сооружений. 19 марта 1944 года № 88.
- За овладение штурмом городом Сандомир – важным опорным пунктом обороны немцев на левом берегу Вислы. 18 августа 1944 года № 167.
- За овладение городами Лигниц, Штейнау, Любен, Гайнау, Ноймаркт и Кант – важными узлами коммуникаций и мощными опорными пунктами обороны немцев на западном берегу Одера. 11 февраля 1945 года. № 273
- За овладение городами немецкой Силезии Нейштедтель, Нейзальц, Фрейштадт, Шпроттау, Гольдберг, Яуэр, Штригау – крупными узлами коммуникаций и сильными опорными пунктами обороны немцев. 14 февраля 1945 года. № 278.